# 姬天語
姬天語（Peggy Ji，1984年9月26日—），本名徐嘉珮，台灣影視女演員、主持人、相聲演員，近年活躍於中國大陸與台灣的戲劇、文藝、主持等。

## 簡歷
2008年，姬天語正式拜師學相聲，本師：劉增鍇（師承吳兆南），引師：傅諦（師承魏龍豪），引師：葉怡均（師承陳逸安），是台灣三位相聲大師吳兆南、魏龍豪、陳逸安唯一的共同再傳弟子。
2011-2012年，成為《全民最大黨》、《全民大新聞》之固定模仿班底，主要單元包括：歷史上的今天、後宮真煩傳、周力波特秀、天兵周記等。 
2014年九合一选举期间，曾经为连胜文竞选台北市长助选。
2016年前往中國大陆發展，參加《歡樂喜劇人》、《相聲有新人》等綜藝節目，並且成為德雲社首位女相聲演員。
2021年12月當選中國文聯第十一次全国代表大会代表。

## 演出作品

### 電影
| 年份   | 名稱             | 導演   | 角色           |
| ------ | ---------------- | ------ | -------------- |
| 2017年 | 《潛龍出關》     | 陳太源 | 朵 丫          |
| 2018年 | 《祖宗十九代》   | 郭德綱 | 張梓琪         |
| 2019年 | 《我的拳王男友》 | 杜琪峰 | 全能女聲女主持 |

### 電視、網路劇
| 年份   | 名稱                           | 角色                 |
| ------ | ------------------------------ | -------------------- |
| 2015年 | 《料理高校生》                 | 世大運料理大賽主持人 |
| 2015年 | 《阿嬌姨的苦甘人生》           | 何玉雲               |
| 2015年 | 《恐怖高校劇場》 轉學生        | 小蘭                 |
| 2016年 | 《飲食男女Ⅱ》                  | 夏清新               |
| 2016年 | 《外星有情人》                 | 佩芬                 |
| 2016年 | 《蘇足》                       | 杜梅莉               |
| 2017年 | 《車友記》                     | 孟晨                 |
| 2017年 | 《Ｘ俱樂部》                   | 馬莉                 |
| 2018年 | 《台灣往事》                   | 謝夫人               |
| 2018年 | 《長盤決勝》                   | 賴心怡               |
| 2019年 | 《我不能戀愛的女朋友》(網絡劇) | 蔣媛                 |
| 2019年 | 《御狐之絆》第二季(網絡劇)     | 陳鷗                 |
| 2019年 | 《從前有座靈劍山》(網絡劇)     | 劉二娘               |
| 2019年 | 《夢在海這邊》                 | 崔西                 |
| 2020年 | 《因為我喜歡你》               | 王欣慧               |
| 2022年 | 《瓦舍江湖》(網絡劇)           | 女保鏢               |
| 2022年 | 《二十不惑2》                  | 娜娜                 |
| 2022年 | 《覆流年》(網絡劇)             | 墨竹                 |
| 2022年 | 《兩個人的小森林》             | 琳達                 |
| 2023年 | 《星落凝成糖》                 | 迦楼罗               |
| 2023年 | 《平凡之路》                   | 葛晓存               |
| 2023年 | 《甜小姐與冷先生》             | Maggie               |
| 2023年 | 《亲爱的隐居先生》(網絡劇)     | 白阮                 |
| 2024年 | 《手术直播间》                 | 孙泽丽               |
| 2024年 | 《万春逗笑社》(網絡劇)         | 菲菲                 |
| 待播   | 《扫黑之拂晓行动》             |                      |

## 外部連結
- 姬天語的Facebook專頁
- 姬天語的新浪微博
- 姬天語的Instagram帳戶